# Championnat de Belgique de football de deuxième division 1958-1959
Navigation
saison précédente saison suivante
Le Championnat de Belgique de football de deuxième division 1958-1959 est la 42e édition du championnat de deuxième niveau national en Belgique. En Belgique francophone, cette division est appelée « Division 2 » ou « D2 ».
Il oppose 16 équipes, qui s'affrontent deux fois chacune en matches aller-retour. Au terme de la saison, le champion et son dauphin sont promus en Division 1 pour la prochaine saison. Les deux derniers classés sont relégués en Division 3.
Durant ce championnat, toutes les équipes n'ont pas le même nombre de matchs disputés pendant plus de trois mois. Cela rend la lecture du classement parfois aléatoires, surtout qu'une formation à laquelle la montée semble promise s'écroule d'une pièce. Trois équipes, puis une quatrième revenue en fin de parcours, se disputent le titre jusqu'au bout, le Daring de Bruxelles et deux « Clubs », le Malinois et le Brugeois que rejoint le CS Brugeois. Finalement, le club de la capitale décroche les lauriers et remonte directement. Il est accompagné des Bleus et Noirs de la Venise du Nord. Ceux-ci effectuent leur retour parmi l'élite après huit saisons d'absence. Un retour définitif, à tout le moins jusqu'aux années 2020.
Le Racing de Malines, également relégué la saison précédente, ne parvient pas à rivaliser avec les meilleures équipes. Les deux promus de Seraing et Renaix, connaissent une difficile saisons d'acclimatation. Des deux nouveaux venus, seuls les « Tigres sérésiens » parviennent à se maintenir. Le deuxième relégué est Boom Football Club, lequel rejoint la « D3 » dix ans après sa descente depuis une élite à cette époque encore appelée « Division d'Honneur ».

## Clubs participants 1958-1959
Seize clubs prennent part à cette édition, soit le même nombre que lors de la compétition précédente.
Les matricules renseignés en gras existent encore lors de la saison « 2021-2022 ».
| #  | Nom                                   | Mat. | Ville           | Stades            | En D2 depuis    | Total en D2 | Saison précéd.     |
| -- | ------------------------------------- | ---- | --------------- | ----------------- | --------------- | ----------- | ------------------ |
| 1  | Royal Daring Club de Bruxelles        | 2    | Molenbeek       | E. Machtens       | 1958-1959 (1re) | 10 saisons  | Division 1 15e     |
| 2  | Koninklijke Racing Club Mechelen      | 24   | Malines         | O. Van Kesbeeck   | 1958-1959 (1re) | 13 saisons  | Division 1 16e     |
| 3  | Royal Football Club Brugeois          | 3    | Bruges          | De Klokke         | 1951-1952 (8e)  | 17 saisons  | 5e                 |
| 4  | Royal Cercle Sportif Brugeois         | 12   | Bruges          | E. De Smedt       | 1956-1957 (3e)  | 11 saisons  | 11e                |
| 5  | Koninklijke Kortrijk Sports           | 19   | Courtrai        | Guldensporen      | 1943-1944 (15e) | 24 saisons  | 13e                |
| 6  | Royal Charleroi Sporting Club         | 22   | Charleroi       | du Mambourg       | 1957-1958 (2e)  | 13 saisons  | 4e                 |
| 7  | Koninklijke Football Club Malinois    | 25   | Malines         | Achter de Kazerne | 1956-1957 (3e)  | 14 saisons  | 3e                 |
| 8  | Koninklijke Football Club Diest       | 41   | Diest           | De Warande        | 1957-1958 (2e)  | 2 saisons   | 14e                |
| 9  | Royal White Star Athletic Club        | 47   | Woluwe-St-L.    | rue Kelle         | 1947-1948 (11e) | 22 saisons  | 12e                |
| 10 | Koninklijke Lyra                      | 52   | Lierre          | Lyrastadion       | 1954-1955 (5e)  | 26 saisons  | 10e                |
| 11 | Koninklijke Boom Football Club        | 58   | Boom            | Velodromestr.     | 1949-1950 (10e) | 24 saisons  | 6e                 |
| 12 | Koninklijke Sportclub Eendracht Aalst | 90   | Alost           | Bredestraat       | 1957-1958 (2e)  | 9 saisons   | 9e                 |
| 13 | Koninklijke Sint-Niklaasse Sportkring | 221  | St-Nicolas/Waas | Puyenbeke         | 1947-1948 (12e) | 14 saisons  | 7e                 |
| 14 | Patro Eisden                          | 3434 | Eisden          | Castagnelaan      | 1956-1957 (3e)  | 3 saisons   | 8e                 |
| 15 | Royal Football Club Sérésien          | 17   | Seraing         | du Pairay         | 1958-1959 (1re) | 21 saisons  | 1er Div. 3 Série B |
| 16 | Royal Football Club Renaisien         | 46   | Renaix          | Parc Lagache      | 1958-1959 (1re) | 20 saisons  | 1er Div. 3 Série A |

### Localisations
| \| Lyra FC Malinois RC Mechelen FC Brugeois CS Brugeois Courtrai E. Aalst St-Nicolas FC Renaix Boom Daring CB White Star Charleroi P. Eisden Diest Seraing \| Localisation des clubs engagés en Division 2 1958-1959 |
| Lyra FC Malinois RC Mechelen FC Brugeois CS Brugeois Courtrai E. Aalst St-Nicolas FC Renaix Boom Daring CB White Star Charleroi P. Eisden Diest Seraing                                                              |

## Déroulement de la compétition

### Premier tour
Ce premier tour se déroule du 7 septembre 1958 au 4 janvier 1959 pour douze des seize clubs engagés. En raison de la remise de deux rencontres, le premier tour n'est définitivement clôturé que le... 29 mars 1959 lorsque la 120e rencontres aller est jouée entre le Lyra et le White Star au Lyrastadion (voir 2e tour ci après).

### Deuxième tour
Ce deuxième tour se déroule du 18 janvier 1959 au 10 mai 1959. La 16e journée programmée le 11 janvier 1959 est remise intégralement et replanifiée seulement le 5 mai 1959, soit avant la 30e et dernière journée. Toujours en raison d'une météo délicate, la journée n°17, du 18 janvier 1959 est aussi prestée de manière partielle (5 matchs sur 8). Les rencontres remises font l'objet d'une reprogrammation les 1er et 29 mars 1959 en même temps que celles ayant du être reportées lors de la dernière journée du premier tour.

## Résultats et Classements
- Le nom des clubs est celui employé à l'époque

Légende
- Champion et promu en Division 1 la saison suivante
- Promu en Division 1 la saison suivante
- clubs relégués en Division 3 la saison suivante

Abréviations
 : Relégué de Division 1
 : Promu de Division 3
- Champion d'automne : R. FC Malinois

### Classement final
| Rang | Équipe                | Pts | J  | G  | N  | P  | Bp | Bc | Diff |
| ---- | --------------------- | --- | -- | -- | -- | -- | -- | -- | ---- |
| 1    | R. DARING CB          | 41  | 30 | 15 | 11 | 4  | 64 | 32 | +32  |
| 2    | R. FC Brugeois        | 39  | 30 | 15 | 9  | 6  | 58 | 38 | +20  |
| 3    | R. CS Brugeois        | 38  | 30 | 15 | 8  | 7  | 51 | 29 | +22  |
| 4    | K. SC Eendracht Alost | 36  | 30 | 15 | 6  | 9  | 63 | 41 | +22  |
| 5    | K. FC Malinois        | 35  | 30 | 14 | 7  | 9  | 60 | 42 | +18  |
| 6    | K. FC Diest           | 35  | 30 | 14 | 7  | 9  | 70 | 53 | +17  |
| 7    | K Lyra                | 33  | 30 | 14 | 5  | 11 | 55 | 57 | -2   |
| 8    | R. Charleroi SC       | 32  | 30 | 13 | 6  | 11 | 62 | 47 | +15  |
| 9    | K. Kortrijk Sport     | 30  | 30 | 12 | 6  | 12 | 43 | 56 | -13  |
| 10   | R. White Star AC      | 29  | 30 | 11 | 7  | 12 | 51 | 62 | -11  |
| 11   | K. RC Mechelen        | 27  | 30 | 7  | 11 | 11 | 35 | 36 | -1   |
| 12   | K. Sint-Niklaasse SK  | 25  | 30 | 10 | 5  | 15 | 48 | 58 | -10  |
| 13   | Patro Eisden          | 24  | 30 | 11 | 2  | 17 | 48 | 56 | -8   |
| 14   | R. FC Sérésien        | 20  | 30 | 8  | 4  | 18 | 38 | 62 | -24  |
| 15   | R. FC Renaisien       | 19  | 30 | 8  | 3  | 19 | 42 | 81 | -39  |
| 16   | K. Boom FC            | 17  | 30 | 5  | 7  | 18 | 35 | 73 | -38  |

### Tableau des résultats
| Résultats (▼dom., ►ext.)                                   | AAL | BOO | FCB | CSB | DAR | CHA | DIE | PAT | KOR | LYR  | MAL | RCM | REN | SER | STN | WHI |
| K. SC Eenracht Aalst                                       |     | 8-1 | 6-0 | 3-1 | 2-2 | 2-0 | 3-2 | 1-1 | 3-1 | 2-0  | 3-4 | 3-1 | 1-0 | 2-0 | 3-2 | 4-0 |
| K. Boom FC                                                 | 1-0 |     | 1-3 | 1-2 | 0-0 | 0-4 | 3-4 | 1-2 | 0-3 | 3-1  | 0-0 | 0-0 | 4-0 | 4-2 | 2-2 | 1-0 |
| R. FC Brugeois                                             | 1-1 | 1-1 |     | 0-0 | 1-0 | 3-1 | 3-2 | 5-2 | 3-0 | 3-1  | 2-0 | 0-0 | 1-0 | 5-3 | 0-2 | 6-1 |
| R. CS Brugeois                                             | 2-1 | 2-0 | 0-2 |     | 2-0 | 3-0 | 4-1 | 2-0 | 0-0 | 1-1  | 3-2 | 1-2 | 2-0 | 2-0 | 4-0 | 4-1 |
| R. Daring CB                                               | 2-2 | 3-3 | 0-0 | 1-0 |     | 2-1 | 4-1 | 2-1 | 2-1 | 3-0  | 1-1 | 2-0 | 8-0 | 2-0 | 5-1 | 4-0 |
| R. Charleroi SC                                            | 2-0 | 3-1 | 3-3 | 1-0 | 1-1 |     | 2-1 | 3-1 | 0-1 | 10-3 | 0-0 | 2-0 | 7-1 | 1-2 | 2-1 | 1-1 |
| K. FC Diest                                                | 2-4 | 3-0 | 0-0 | 2-2 | 1-1 | 4-1 |     | 2-1 | 2-1 | 6-4  | 2-0 | 3-0 | 3-1 | 7-1 | 2-4 | 5-2 |
| Patro Eisden                                               | 2-1 | 8-0 | 2-1 | 0-0 | 1-3 | 4-2 | 0-3 |     | 3-0 | 0-1  | 1-2 | 1-4 | 2-4 | 4-0 | 1-0 | 1-3 |
| K. Kortrijk Sport                                          | 2-1 | 1-1 | 1-5 | 1-4 | 3-1 | 2-1 | 3-3 | 0-1 |     | 0-2  | 3-2 | 0-0 | 3-1 | 3-0 | 4-3 | 2-1 |
| K. Lyra                                                    | 3-0 | 5-3 | 0-0 | 2-1 | 3-1 | 1-3 | 1-1 | 3-1 | 0-1 |      | 2-2 | 0-3 | 3-3 | 2-0 | 0-4 | 3-0 |
| R. FC Malinois                                             | 3-0 | 3-0 | 2-1 | 0-2 | 2-2 | 1-3 | 2-0 | 3-2 | 3-0 | 1-2  |     | 3-0 | 1-2 | 2-1 | 4-0 | 2-1 |
| K. RC Mechelen                                             | 0-2 | 4-0 | 0-0 | 1-1 | 2-2 | 2-1 | 0-1 | 1-2 | 4-1 | 2-0  | 0-0 |     | 4-1 | 1-1 | 2-4 | 1-1 |
| R. FC Renaisien                                            | 3-1 | 2-1 | 0-2 | 4-2 | 0-2 | 2-4 | 1-1 | 3-0 | 2-3 | 2-4  | 0-8 | 1-1 |     | 2-0 | 2-1 | 2-3 |
| R. FC Sérésien                                             | 1-1 | 3-2 | 1-3 | 0-0 | 1-3 | 3-1 | 3-0 | 3-0 | 1-1 | 0-2  | 1-3 | 2-0 | 2-0 |     | 4-1 | 0-1 |
| K. St-Niklaasse SK                                         | 1-1 | 1-0 | 4-2 | 1-2 | 1-4 | 0-0 | 1-2 | 2-0 | 2-0 | 0-3  | 2-2 | 0-0 | 3-2 | 4-0 |     | 0-1 |
| R. White Star AC                                           | 1-2 | 3-1 | 4-2 | 2-2 | 1-1 | 2-2 | 1-1 | 1-4 | 2-2 | 1-3  | 6-2 | 1-0 | 3-1 | 3-2 | 4-1 |     |
| - Victoire à domicile - Match nul - Victoire à l'extérieur |     |     |     |     |     |     |     |     |     |      |     |     |     |     |     |     |

### Leader du classement journée par journée
Lors des premières journées, ou ultérieurement, en cas d'égalité de point et du plus petit nombre de défaite, la meilleure différence de buts est prise en compte, même si celle n'est n'est pas décisive pour la fédération belge.
- 1re journée : victorieux « 4-0 » contre les promus de Seraing, le Patro Eisden est classé premier.
- 6e journée : le Sporting de Charleroi et le Club Malinois partagent la tête du classement avec 9 points. Les « Zèbres » possèdent une différence de buts favorable d'un goal (+5) contre (-4).
- Après la 9e et la 10e journée : le Daring de Bruxelles est placé en tête à la différence de buts. Le relégué de « Division 1 » est à égalité de défaites avec Kortrijk Sport qui la saison précédente lutte pour son maintien jusqu'à la 29e journée !

Après la journée n°15, le leader renseigné est celui au soir de la dernière journée prestée. Donc en regard de la 16e partie, on retrouve le leader après la n°17 et ainsi de suite jusqu'au soir du match n°29. Leader et « champion d'automne » le FC Malinois ne subit pas de remise de match.
- 21e journée : Sur la ligne du temps ci-dessous, le Daring CB est classé premier au terme de la journée n°21. Concrètement, le club bruxellois est toujours en deuxième position au soir du 22 février 1959 quand a été jouée la journée n°22 (rappel 16e reportée), mais il remporte son match de retard huit jours plus tard et totalise alors le plus de points.

Jounée en tête...
- R. Daring CB : 15 journées
- R. FC Malinois : 9 journées
- R. Charleroi SC : 3 journées
- Patro Eisden, R. FC Brugeois et K. Kortrijk Sport : 1 journée

### Meilleur buteur
- Jozef Van Camp (K. FC Diest), 33 buts

## Récapitulatif de la saison
- Champion: R. Daring CB (3e titre au 2e niveau, le deuxième sous l'appellation « Division 2 » )
  - 2e promu: R. FC Brugeois

- Dix-septième titre de D2 pour la Province de Brabant, le 15e sacre à ce niveau d'un club bruxellois.

| Région flamande (11)            | Région flamande (11) | Province de Brabant (3)      | Province de Brabant (3) | Région wallonne (2)    | Région wallonne (2) |
| ------------------------------- | -------------------- | ---------------------------- | ----------------------- | ---------------------- | ------------------- |
| Province d'Anvers               | 4                    | Région de Bruxelles-Capitale | 2                       | Province de Hainaut    | 1                   |
| Province de Flandre-Occidentale | 3                    | Province du Brabant flamand  | 1                       | Province de Liège      | 1                   |
| Province de Flandre-Orientale   | 3                    | Province du Brabant wallon   | 0                       | Province de Luxembourg | 0                   |
| Province de Limbourg            | 1                    |                              |                         | Province de Namur      | 0                   |

1. ↑  Au niveau footballistique, la province de Brabant est toujours unitaire malgré sa partition territoriale en 1995.

### Admission et relégation
Le Daring CB remonte parmi l'élite une saison après en avoir été relégué. Il est accompagné par le R. FC Brugeois qui retrouve une Division 1 qu'il ne quitte plus jusqu'aux deux premières décennies du  XXIe siècle. Le Racing Tournaisien monté il y a un ans, et Tilleur descendent d'un étage.
Le « Club Renaisien » et Boom glissent en Division 3, d'où sont promus le Racing CB et OLSE Merksem. Celui-ci devient le 100e club différent à intégrer le 2e niveau national du football belge (le 25e cercle pour la Province d'Anvers).